# پنبه (سرده)
گیاه پنبه (نام علمی: Gossypium) سردهای از گیاهان تبار Gossypieae است که بومی مناطق گرمسیر و شبه‌گرمسیر هر دو جهان نوین و کهن است. این سرده دارای نزدیک به ۵۰ گونه است که آن را یکی از پرتعدادترین سرده‌های‌تبار خود کرده. نام علمی این سرده برگرفته از واژه غوز در زبان عربی است که به معنای «نرم و لطیف» است.
خاستگاه سرده گیاه پنبه به ۱۰–۵ میلیون سال پیش بازمی‌گردد. گونه‌های این سرده در مناطق خشک و نیمه‌خشک گرمسیری و شبه‌گرمسیر یافت می‌شوند. آن‌ها اغلب به صورت بوته یا بوته‌وار هستند و در ریخت‌ها و شکل‌های بسیار متنوع با ویژگی‌های مختلف یافت می‌شوند.

## ریشه
پنبه ریشه ای مستقیم و طویل دارد که در ابتدای فصل رشد به سرعت و به‌صورت عمقی به درون خاک نفوذ می‌کند. اگر خاک نفوذپذیر باشد تا قبل از سبزشدن، ریشه پنبه می‌تواند تا عمق ۱۵ تا ۲۰ سانتی‌متر در خاک نفوذ کند و زمانی که بوته به ارتفاع ۳۰ سانتی‌متر برسد، ریشه تا عمق بیش از ۶۰ سانتی‌متر نفوذ می‌یابد. در خاکهای گرم و نفوذ پذیر و تحت کشت آبی پتانسیل نفوذ ریشه به ۲ متر و در شرایط دیم تا ۳ متر می‌رسد، اگر چه عمق توسعه ریشه تا ۶ متر نیز گزارش شده‌است. همراه با افزایش عمق توسعه ریشه، از قطر ریشه به سرعت کاسته شده و ریشه منشعب می‌گردد.

## ساقه
عموماً ساقه اصلی بدون گل است. ساقه بعد از سبز شدن و به مدت یک ماه شامل ۴ تا ۵ میانگره و فاقد انشعاب است. ساقه بافتی چوبی داشته اما سخت نیست. یک جوانه در هر گره ساقه اصلی و در زاویه داخلی هر برگ وجود دارد که می‌تواند به‌صورت شاخه رویشی یا شاخه زایشی رشد نماید. غالباً جوانه‌های رویشی واقع در روی گره‌های پایینی گیاه ۳ تا ۵ فعال شده و تولید شاخه‌های رویشی می‌کنند و شاخه‌های زایشی روی گره‌های بالاتر به‌وجود می‌آیند. مکان تشکیل اولین شاخه در روی ساقه اصلی به گونه، رقم، تراکم بوته، مقدار نیتروژن و رطوبت خاک، آسیب به مریستم انتهایی ساقه یا خسارتهای دیگر بستگی دارد. شاخه زایشی واقع در ناحیه میانی بیشترین تعداد گل را داشته و بالاترین سهم را در تشکیل عملکرد بوته دارند. هیچ شاخه رویشی در بالای اولین شاخه زایشی تشکیل نمی‌گردد و هر چه مکان اولین شاخه زایشی به پایین بوته نزدیک تر باشد، نسبت شاخه‌های زایشی به رویشی بیشتری وجود دارد و گیاه زودرس تر می‌باشد. در ارقام دیررس اولین شاخه زایشی در گره‌های بالاتر تشکیل می‌شود، پس عملکرد بوته پایین است. تفاوت دیگری بین شاخه‌های زایشی و رویشی در زاویه آنها نسبت به ساقه اصلی می‌باشد. شاخه‌های زایشی کم و بیش عمودی رشد می‌کنند، در حالی که شاخه‌های زایشی عموماً به‌طور افقی رشد می‌نمایند.

## گونه‌ها
- پنبه درختی Gossypium arboreum
- پنبه معمولی Gossypium herbaceum
- گازیپیوم Gossypium hirsutum
- Gossypium anomalum
- Gossypium arboreum
- Gossypium areysianum
- Gossypium aridum
- Gossypium barbadense
- Gossypium bickii
- Gossypium bricchettii
- Gossypium costulatum
- Gossypium cunninghamii
- Gossypium darwinii
- Gossypium enthyle
- Gossypium evertum
- Gossypium exiguum
- Gossypium gossypioides
- Gossypium harknessii
- Gossypium herbaceum
- Gossypium hirsutum
- Gossypium incanum
- Gossypium irenaeum
- Gossypium klotzschianum
- Gossypium laxum
- Gossypium lobatum
- Gossypium londonderriense
- Gossypium longicalyx
- Gossypium marchantii
- Gossypium mustelinum
- Gossypium nelsonii
- Gossypium nobile
- Gossypium pilosum
- Gossypium populifolium
- Gossypium pulchellum
- Gossypium raimondii
- Gossypium robinsonii
- Gossypium rotundifolium
- Gossypium schwendimanii
- Gossypium somalense
- Gossypium stocksii
- Gossypium sturtianum
- Gossypium thurberi
- Gossypium timorense
- Gossypium tomentosum
- Gossypium tridens
- Gossypium trifurcatum
- Gossypium trilobum
- Gossypium triphyllum
- Gossypium turneri
- Gossypium vollesenii
- Gossypium zaitzevii